# Lift (пісня Radiohead)
«Lift» — пісня англійського рок-гурту Radiohead, випущена у 2017 році. Вперше вона була виконана у 1996 році; бутлеґові записи отримали широке розповсюдження і стали улюбленими серед фанатів. Radiohead записували версії «Lift» під час сесій для свого третього альбому OK Computer (1997), але відмовилися від неї. Учасники Radiohead сказали, що вони відчували тиск комерційного потенціалу пісні, і що вона не відображала того, що вони хотіли сказати в той час.
Критики описали «Lift» як пісню в стилі гімну та бритпопову. У 2017 році Radiohead випустили версію, записану під час сесій OK Computer, на перевиданні OKNOTOK 1997 2017, після чого зняли відеокліп. Вона отримала позитивні відгуки, хоча деякі критики і визнали її гіршою за бутлеґові виступи. Подальші версії, записані під час роботи над OK Computer, були випущені на збірці MiniDiscs [Hacked] 2019 року і отримали більше позитивних відгуків.

## Історія
Radiohead вперше виконали «Lift» 14 березня 1996 року в клубі The Troubadour у Західному Голлівуді. Того року вони виконали її понад 30 разів, граючи на розігріві у Аланіс Моріссетт у турі Jagged Little Pill. Журналісти високо оцінили «Lift» і розглядали її, як можливий майбутній сингл. За словами гітариста Еда О'Браєна, публіка тепло відреагувала на пісню: «Раптом ти бачиш, як вони встають і починають танцювати. У ній була ця заразливість». Бутлеґовий запис отримав широке розповсюдження, і «Lift» стала улюбленою піснею фанатів.

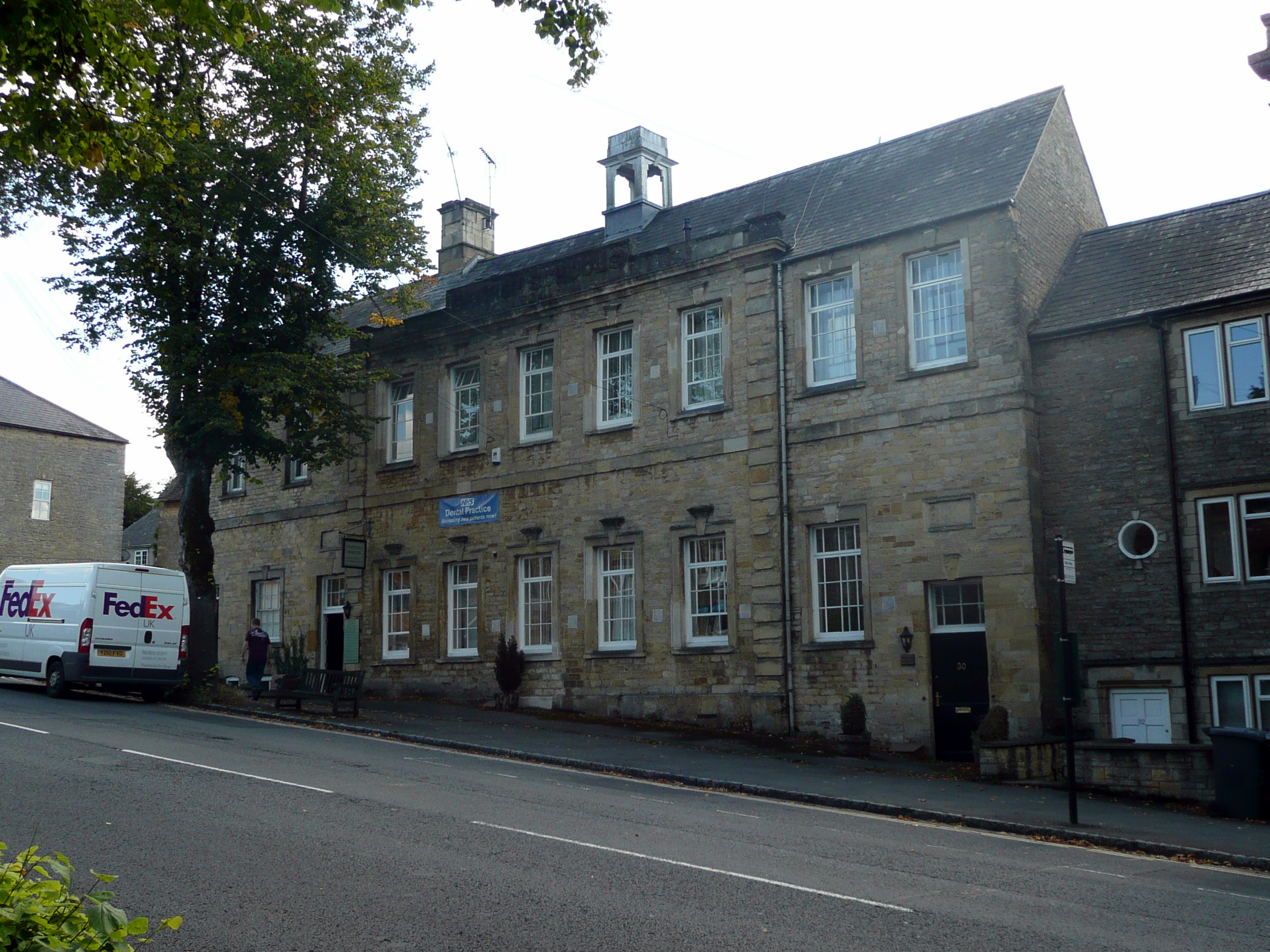
Колишня студія звукозапису Chipping Norton у Оксфордширі, де Radiohead записали «Lift» у 1996 році

Radiohead записали «Lift» під час сесій для свого третього альбому OK Computer, але вона залишалася невиданою. За словами барабанщика Філіпа Селвея, Radiohead відчували, що це «фейк», а не «те, що ми хотіли сказати про себе як про гурт в той час». 1999 року О'Браєн сказав, що гурт «дуже радий залишити її поза альбомом… Не було жодної сцени, де вона була б ключовим треком для будь-кого з нас». На запитання, чому пісня могла спрацювати на живому виконанні, але не в студії, О'Браєн відповів, що Radiohead не працювали над нею, і що якщо пісня не зійдеться швидко, вони підуть далі. Вокаліст, Том Йорк, сказав, що Radiohead зупинилися на виконанні пісні «певним чином, який не спрацював», і що її вже неможливо було переробити.
У 2017 році О'Браєн сказав, що Radiohead відчували тиск через комерційний потенціал пісні:
Якби ця пісня була на тому альбомі, вона перенесла б нас в інше місце, і, напевно, ми б продали набагато більше записів — якби ми зробили це правильно. І всі це говорили. І я думаю, що ми підсвідомо вбили це. Якби OK Computer був схожий на Jagged Little Pill, він би нас убив. Але в «Lift» була якась магія. Але коли ми прийшли в студію і почали записувати його, це було схоже на те, що до твоєї голови приставили пістолет. Було так багато тиску.
Після OK Computer Radiohead відійшли від традиційної рок-музики. О'Браєн описав «Lift» як «епічну» пісню, схожу на сингл Manic Street Preachers 1996 року «A Design for Life», і сказав, що Radiohead більше не випускає таку музику. 2002 року Radiohead виконали «Lift» у повільнішому, стриманішому аранжуванні, яке Pitchfork описав як «похмурий, майже нудотний роман». Пізніше О'Браєн і гітарист Джонні Ґрінвуд відкинули цю версію як неповноцінну: «Дух пісні був там, у 96-му році… А зараз ми не в тому місці».
У 2015 році Ґрінвуд припустив, що Radiohead знову працювали над «Lift», описавши її як «улюблену пісню менеджменту». Він порівняв цю ситуацію з «Nude», піснею, що вийшла на сьомому альбомі Radiohead In Rainbows (2007), але була написана роками раніше. «Lift» залишилася улюбленою піснею фанатів. Pitchfork писав, що вона «посіла важливе місце в історії Radiohead», а за версією Rolling Stone вона десятиліттями була «великим білим китом» для фанатів Radiohead.

## Реліз
У червні 2017 року Radiohead випустили версію «Lift» на перевиданні OK Computer OKNOTOK 1997 2017, разом з двома іншими раніше невиданими треками: «I Promise» і «Man of War». Ця версія «Lift» була записана на студії звукозапису Chipping Norton Recording Studios у лютому 1996 року, коли Radiohead записували демо для OK Computer. У 2019 році години записів, зроблених під час сесій OK Computer, включаючи інші версії «Lift», були злиті в мережу. У відповідь Radiohead випустили записи у вигляді компіляції MiniDiscs [Hacked].

## Композиція
Spin описав «Lift» як баладу в стилі бритпоп, а Rolling Stone — як «один з останніх залишків гімну [Radiohead], бритпоп-гуків перед тим, як гурт став на більш похмурий шлях з OK Computer». За словами Pitchfork, пісня «мелодійна і неухильно наростаюча, з тужливим вокалом».
У тексті пісні описується людина, яку врятували з несправного ліфта. Pitchfork порівнювали її тематику з синглом OK Computer «No Surprises», а слова «Today is the first day of the rest of your days» інтерпретували як «смертний вирок… Нещасна душа всередині неї приречена беззвучно згаснути в кишках якоїсь бездушної корпоративної споруди».

## Музичне відео
12 вересня 2017 року Radiohead випустили кліп на пісню «Lift» режисера Оскара Хадсона, в якому Йорк здійснює незвичайну подорож у ліфті. Відео містить епізодичні ролі доньки Йорка та його партнерки Даяни Рончіоне, а також відсилає до попередніх відео Radiohead — з'являються персонажі з кліпів «Paranoid Android» та «Karma Police». Pitchfork дав йому 14 місце у списку найкращих музичних кліпів 2017 року.

## Відгуки критиків
Джеймі Аткінс, рецензуючи OKNOTOK для Record Collector, написав, що «Lift» була «безперечно блискучою альт-рок піснею, з дивовижними відгомонами грандіозної, потойбічної меланхолії найкращих Smashing Pumpkins». Критик The Guardian Алексіс Петрідіс сказав, що у пісні «величезний приспів, що розриває повітря», і що вона стала б «величезним» хітом, якби Radiohead її випустили. Критик Pitchfork Джейсон Грін описав її як «прекрасну, невагому пісню».
Деякі критики вважали, що версії, випущеній на OKNOTOK, бракувало енергії. Rolling Stone писав, що вона була «стриманою, сповільненою, з нехарактерно блідим вокалом Йорка» і не відповідала «масштабу» живих бутлеґів. Критик Spin Енді Куш вважав її «дивно кастрованою, з барабанами, які цокають замість того, щоб вибухати енергією», і що широко розповсюджений бутлеґ 1996 року залишився «канонічним». Інший дописувач Spin, Вінстон Кук-Вілсон, погодився, що бутлеґи були «трохи більш приголомшливими», але написав, що це було «свідченням чудового поп-чуття гурту в той час — схильності, яку вони, з власних невротичних причин, швидко змінили на ускладнення або підрив».
Після виходу MiniDiscs [Hacked] у 2019 році критики Pitchfork Грін і Джеремі Д. Ларсон написали, що на ньому є краща версія «Lift»: «Вона зведена не дуже ретельно, але звучить недбало і неприборкано, ніби гурт несвідомо штовхає її в червону зону. Вона відповідає міфу». Rolling Stone вважав цю версію «коронною перлиною» релізу і «вартою» ціни покупки. The Guardian писав, що ця «задовільна» версія, ймовірно, порадувала б EMI, якби Radiohead випустили її як перший сингл OK Computer, але це була «зрештою консервативна пісня, і відчувається, що гурт мав рацію, коли звернув зі шляху».

## Персоналії
Radiohead
- Колін Ґрінвуд
- Джонні Ґрінвуд
- Ед О'Браєн
- Філіп Селвей
- Том Йорк

Додатково
- Кріс Блер — мастеринг
- Найджел Ґодріч — продюсування, звукоінженер
- Джим Уоррен — продюсування, звукоінженер